# Rosci Règul
Rosci Règul (en llatí Roscius Regulus) va ser un magistrat romà del segle i. Formava part de la gens Ròscia, una antiga gens romana d'origen plebeu.
Va ser cònsol sufecte en el lloc d'Aule Cecina Aliè, únicament per un dia, l'any 69, l'any dels quatre emperadors. En parla Tàcit.